# Rambo (série de films)
Pour les articles homonymes, voir Rambo.
 Pour plus de détails, voir Fiche technique et Distribution
Rambo est une saga cinématographique américaine composée de cinq films. Le premier opus, Rambo (1982), est adapté du roman de David Morrell publié en 1972. Le personnage principal John Rambo y est interprété par Sylvester Stallone. La saga a eu des produits dérivés avec des jeux vidéo et une série d'animation (1986).

## Fiche technique
|                          | Rambo (1982)           | Rambo 2 : La Mission (1985) | Rambo 3 (1988)         | John Rambo (2008)                            | Rambo: Last Blood (2019)    |
| ------------------------ | ---------------------- | --------------------------- | ---------------------- | -------------------------------------------- | --------------------------- |
| Titre québécois          | Rambo : Le Dévastateur | Rambo II : La mission       | Rambo III              | Rambo                                        | Rambo : La Dernière Mission |
| Titre original           | First Blood            | Rambo: First Blood Part II  | Rambo III              | Rambo                                        | Rambo: Last Blood           |
| Réalisateurs             | Ted Kotcheff           | George Pan Cosmatos         | Peter MacDonald        | Sylvester Stallone                           | Adrian Grunberg             |
| Scénaristes              | Sylvester Stallone     | Sylvester Stallone          | Sylvester Stallone     | Sylvester Stallone                           | Sylvester Stallone          |
| Scénaristes              | Michael Kozoll         | James Cameron               | Sheldon Lettich        | Art Monterastelli                            | Matt Cirulnick              |
| Scénaristes              | William Sackheim       | Kevin Jarre (histoire)      |                        |                                              |                             |
| Monteurs                 | Joan E. Chapman        | Mark Goldblatt              | Andrew London          | Sean Albertson                               |                             |
| Monteurs                 | Joan E. Chapman        | Mark Goldblatt              | James R. Symons        | Sean Albertson                               |                             |
| Monteurs                 | Joan E. Chapman        | Mark Goldblatt              | Edward A. Warschilka   | Sean Albertson                               |                             |
| Monteurs                 | Joan E. Chapman        | Mark Goldblatt              | O. Nicholas Brown      | Sean Albertson                               |                             |
| Musique                  | Jerry Goldsmith        | Jerry Goldsmith             | Jerry Goldsmith        | Brian Tyler                                  | Brian Tyler                 |
| Photographie             | Andrew Laszlo          | Jack Cardiff                | John Stanier           | Glen MacPherson                              | Brendan Galvin              |
| Sociétés de production   | Anabasis N.V.          | Anabasis N.V.               | Carolco Pictures       | Lionsgate                                    | Lionsgate                   |
| Sociétés de production   | Elcajo Productions     |                             |                        | The Weinstein Company                        | Campbell Grobman Films      |
| Sociétés de production   |                        |                             | Millennium Films       |                                              |                             |
| Sociétés de production   |                        |                             |                        | Nu Image Films                               | Balboa Productions          |
| Sociétés de production   |                        |                             |                        | Equity Pictures Medienfonds GmbH & Co. KG IV | Templeton Media             |
| Sociétés de distribution | Orion Pictures         | TriStar                     | TriStar                | Lionsgate                                    | Lionsgate                   |
| Sociétés de distribution | S.N. Prodis            | Warner-Columbia Film        | Columbia TriStar Films | Metropolitan Filmexport                      | Metropolitan Filmexport     |
| Sortie                   | 22 octobre 1982        | 22 mai 1985                 | 25 mai 1988            | 25 janvier 2008                              | 20 septembre 2019           |
| Sortie                   | 2 mars 1983            | 16 octobre 1985             | 26 octobre 1988        | 6 février 2008                               | 25 septembre 2019           |
| Durée                    | 89 minutes             | 96 minutes                  | 102 minutes            | 91 minutes                                   | 89 minutes                  |
| Durée                    | 89 minutes             | 96 minutes                  | 102 minutes            | 99 minutes (director's cut)                  | 101 minutes (international) |
| Budget                   | 15 000 000 $           | 44 000 000 $                | 62 000 000 $           | 47 500 000 $                                 | 50 000 000 $                |
| Genres                   | action, guerre         | action, guerre              | action, guerre         | action, guerre                               | action, guerre              |
| Pays d'origine           | États-Unis             | États-Unis                  | États-Unis             | États-Unis                                   | États-Unis                  |
| Pays d'origine           |                        |                             | Allemagne              |                                              |                             |

## Interprètes
- Sylvester Stallone (VF : Alain Dorval) : John James H. Rambo, ex-béret vert du Viêt Nam
- Richard Crenna (VF : Gabriel Cattand (1 et 3) et Pierre Hatet (2)) : Colonel Samuel Trautman
- Brian Dennehy (VF : Marc de Georgi) : Shérif Will Teasle
- Bill McKinney (VF : Serge Lhorca) : Capt. Dave Kern State Police
- Jack Starrett (VF : Georges Aminel) : Arthur Galt
- Charles Napier (VF : Marc de Georgi) : Marshall Murdock
- Steven Berkoff (VF : Igor De Savitch) : Lt. Colonel Podovsky
- Julia Nickson-Soul (VF : Martine Irzenski) : Co Bao
- Martin Kove (VF : Jacques Frantz) : Ericson
- Marc de Jonge (VF : lui-même)  : Colonel Zaysen
- Kurtwood Smith (VF : Jean-Claude Robbe) : Agent Robert Griggs de la CIA
- Spýros Fokás (VF : Mostéfa Stiti) : Masoud
- Graham McTavish (VF : Philippe Catoire) : Lewis
- Julie Benz (VF : Charlotte Marin) : Sarah Miller
- Paul Schulze (VF : Xavier Fagnon) : Dr Michael Burnett
- Tim Kang (VF : Jean-François Cros) : En-Joo

| Personnages                 | Films              | Films                       | Films              | Films              | Films                    |
| Personnages                 | Rambo (1982)       | Rambo 2 : La Mission (1985) | Rambo 3 (1988)     | John Rambo (2008)  | Rambo: Last Blood (2019) |
| --------------------------- | ------------------ | --------------------------- | ------------------ | ------------------ | ------------------------ |
| John Rambo                  | Sylvester Stallone | Sylvester Stallone          | Sylvester Stallone | Sylvester Stallone | Sylvester Stallone       |
| Samuel Trautman             | Richard Crenna     | Richard Crenna              | Richard Crenna     |                    |                          |
| shérif Will Teasle          | Brian Dennehy      |                             |                    |                    |                          |
| shérif-adjoint Art Galt     | Jack Starrett      |                             |                    |                    |                          |
| Mitch                       | David Caruso       |                             |                    |                    |                          |
| Marshall Murdock            |                    | Charles Napier              |                    |                    |                          |
| Co-Bao                      |                    | Julia Nickson               |                    |                    |                          |
| Ericson                     |                    | Martin Kove                 |                    |                    |                          |
| Lifer                       |                    | Steve Williams              |                    |                    |                          |
| Lieutenant Tay              |                    | George Kee Cheung           |                    |                    |                          |
| Banks                       |                    | Andy Wood                   |                    |                    |                          |
| Lieutenant Colonel Podovsky |                    | Steven Berkoff              |                    |                    |                          |
| Colonel Zaysen              |                    |                             | Marc de Jonge      |                    |                          |
| Robert Griggs               |                    |                             | Kurtwood Smith     |                    |                          |
| Mousa Ghani                 |                    |                             | Sasson Gabai       |                    |                          |
| Michael Burnett             |                    |                             |                    | Paul Schulze       |                          |
| Sarah Miller                |                    |                             |                    | Julie Benz         |                          |
| Lewis                       |                    |                             |                    | Graham McTavish    |                          |
| School Boy                  |                    |                             |                    | Matthew Marsden    |                          |
| Reese                       |                    |                             |                    | Jake La Botz       |                          |

## Films

### Rambo, First blood
Film réalisé par Ted Kotcheff sorti en 1982
John Rambo est un vétéran de la guerre du Viêt Nam errant sur les routes des États-Unis. Après avoir appris que ses compagnons d'armes sont tous morts, il est interpellé par un shérif d'une petite ville, Will Teasle, pour vagabondage, alors que l'ancien soldat voulait juste se restaurer. Maltraité par les adjoints de Teasle, ce qui lui rappelle de mauvais souvenirs, il s'évade du commissariat et se réfugie dans la forêt. La police croit qu'elle peut l'arrêter, mais Rambo, très à l'aise dans son élément, retrouve ses réflexes de guerrier et veut faire la « guerre » dans la petite ville. Seul le colonel Trautman, son formateur, dépêché sur les lieux, peut le convaincre de se rendre.

### Rambo 2: La Mission
Film réalisé par George Pan Cosmatos sorti en 1985
En 1985, après avoir détruit une petite ville (Rambo), John Rambo est condamné aux travaux forcés. Le colonel Trautman reprend contact avec lui et lui propose une mission susceptible de lui assurer une remise de peine : être parachuté au Viêt Nam et fournir la preuve que des prisonniers américains s'y trouvent encore. Supposé n'être qu'un observateur, Rambo désobéit aux ordres et tente de sauver un prisonnier. Sans scrupules, Murdock, le responsable de la mission, décide de l'abandonner en territoire ennemi. Prisonnier des Viêt Công et de leurs alliés russes, Rambo prépare son retour et sa vengeance...

### Rambo 3
Film réalisé par Peter MacDonald sorti en 1988
John Rambo s'est retiré en Thaïlande où il partage son temps entre des combats clandestins et une vie paisible dans un monastère. Le colonel Trautman se manifeste une nouvelle fois pour le convaincre de participer à une mission en Afghanistan, en pleine guerre avec l'URSS. Rambo, qui affirme avoir définitivement déposé les armes, refuse. Parti seul, Trautman est fait prisonnier par le terrible commandant de l'Armée rouge, le colonel Zaysen. Il est par ailleurs un redoutable pilote d'hélicoptère Mil Mi-24. 
 Lorsque, quelques jours plus tard, l'agent Griggs lui annonce la capture de Trautman par les Soviétiques, Rambo décide de sauver son ami. Il s'infiltre dans les lignes ennemies et découvre toute l'horreur du conflit qui oppose les moudjahidins à l'Armée rouge. Déterminé, il affronte l'armée de Zaysen, sans oublier son premier objectif : récupérer Trautman.

### John Rambo
Film réalisé par Sylvester Stallone sorti en 2008
John Rambo vit dans l'ouest de la Thaïlande, à la frontière birmane, où il survit en chassant des serpents au venin mortel qu'il revend à un animateur de spectacles. Un groupe de missionnaires chrétiens américains souhaite l'engager pour être guidés en territoire hostile, en Birmanie, où ils doivent apporter vivres et médicaments au peuple karen, harcelé par l'armée birmane. Rambo commence par refuser, puis cède devant l'insistance de Sarah, une jeune et belle femme idéaliste.
Le groupe est capturé par l'armée birmane. Le responsable du groupe humanitaire, venu spécialement des États-Unis, demande à Rambo d'accompagner un commando de mercenaires qu'il a engagé vers la zone où son groupe a été capturé. Rambo les emmène et décide de prendre part à l'opération de sauvetage.

### Rambo: Last Blood
Film réalisé par Adrian Grunberg sorti en 2019
Fatigué et usé, John Rambo est retourné dans son ranch familial aux États-Unis. 10 ans plus tard, on le retrouve au milieu de ses chevaux. Mais la guerre a beau être finie, l'ex-fidèle du colonel Trautman est confronté à ses démons. Sa retraite est loin d'être paisible. Rambo souffre du syndrome de stress post-traumatique des anciens combattants. Mais une nouvelle mission l'attend. Il doit se rendre au Mexique pour sauver la petite-fille d'une amie, kidnappée par un cartel de la drogue mexicain.

## Accueil

### Critiques
| Film                 | Rotten Tomatoes     | Metacritic         | Allociné             |
| -------------------- | ------------------- | ------------------ | -------------------- |
| Rambo                | 87% (38 critiques)  | 62% (7 critiques)  | NC                   |
| Rambo 2 : La Mission | 30% (33 critiques)  | NC                 | NC                   |
| Rambo 3              | 36% (28 critiques)  | 36% (15 critiques) | NC                   |
| John Rambo           | 37% (142 critiques) | 46% (26 critiques) | 2,6⁄5 (21 critiques) |
| Rambo: Last Blood    | 28% (130 critiques) | 26% (31 critiques) | 2,1⁄5 (25 critiques) |

### Box-office
À sa sortie, le premier film atteint la 13e place du box-office 1982 au Canada et aux États-Unis. En France, le premier film sort en 1983. Il se classe à la 13e place du box-office annuel, juste derrière un autre film avec Sylvester Stallone, Rocky 3. Le second film est le plus gros succès de la franchise en France : il atteint la seconde place du box-office annuel français.
| Films                | Budget        | Recettes du box office | Recettes du box office | Recettes du box office | Entrées en France | Références |
| Films                | Budget        | États-Unis Canada      | reste du monde         | Mondial                | Entrées en France | Références |
| -------------------- | ------------- | ---------------------- | ---------------------- | ---------------------- | ----------------- | ---------- |
| Rambo                | 15 000 000 $  | 47 212 904 $           | 78 000 000 $           | 125 212 904 $          | 3 039 138         | ,          |
| Rambo 2 : La Mission | 44 000 000 $  | 150 415 432 $          | 149 985 000 $          | 300 400 432 $          | 5 851 030         | ,          |
| Rambo 3              | 62 000 000 $  | 53 715 611 $           | 135 300 000 $          | 189 015 611 $          | 1 989 064         | ,          |
| John Rambo           | 50 000 000 $  | 42 754 105 $           | 70 490 185 $           | 113 244 290 $          | 850 346           | ,          |
| Rambo: Last Blood    | 50 000 000 $  | 44 819 352 $           | 46 671 001 $           | 91 490 353 $           | 602 578           | ,          |
| Totaux               | 198 000 000 $ | 338 906 479 $          | 480 446 186 $          | 819 363 590 $          | 12 332 156        | ,          |